# Lysimachia gesnerioides
Lysimachia gesnerioides là một loài thực vật có hoa trong họ Anh thảo. Loài này được Y.M. Shui & M.D. Zhang mô tả khoa học đầu tiên năm 2006.